# Tadeusz Gluziński
Tadeusz Gluziński, ps. „Henryk Rolicki” (ur. 30 czerwca 1888 w Krakowie, zm. 7 lutego 1940 w Budapeszcie) – polski działacz polityczny, publicysta i ideolog ruchu narodowego, członek Związku Ludowo-Narodowego, Stronnictwa Narodowego i Obozu Narodowo-Radykalnego w okresie II Rzeczypospolitej, a także Grupy „Szańca” podczas II wojny światowej.

## Życiorys
Był synem Antoniego Władysława i Zofii z Sokołowskich, bratem Kazimierza. Ukończył gimnazjum we Lwowie oraz wydziały filozofii i prawa Uniwersytetu Jana Kazimierza. W latach 1906–1912 działał w Związku Młodzieży Polskiej „Zet” oraz redagował „Tekę” - organ tego związku. W 1918 redagował tajne pismo „Z Chwili”. Służył w milicji obywatelskiej. W 1920 szefował sekcji prasowej Obywatelskiego Komitetu Obrony Państwa. W pierwszych latach II Rzeczypospolitej wstąpił do Związku Ludowo-Narodowego, w którym osiągał kolejne stopnie w hierarchii partyjnej (w latach 1920–1922 był członkiem zarządu głównego). Jednakże na początku lat 20. opublikował w „Gazecie Warszawskiej” cykl artykułów pod wspólnym tytułem „Zmierzch liberalizmu” atakujących parlamentarne metody działania ZL-N. Następnie został członkiem Stronnictwa Narodowego, zostając wkrótce jednym z jego głównych działaczy. W latach 1923–1928 był radcą Ministerstwa Wyznań Religijnych i Oświecenia Publicznego. Na początku lat 30. wchodził w skład tajnej organizacji w ramach SN – Straży. W 1934 wystąpił z partii z powodu nieudanej próby jej zreformowania i zradykalizowania. 14 kwietnia tego roku podpisał deklarację nowo utworzonego Obozu Narodowo-Radykalnego. Został członkiem Wydziału Wykonawczego Komitetu Organizacyjnego. Podjął jednocześnie pracę w redakcji pisma „Sztafeta”, które było głównym organem prasowym ON-R. Po jej zdelegalizowaniu w czerwcu 1934 przez władze sanacyjne próbował bezskutecznie interweniować wraz z Janem Jodzewiczem i Janem Mosdorfem u ministra spraw wewnętrznych Bronisława Pierackiego. W związku z jego zabójstwem 15 czerwca został bezpodstawnie oskarżony o współudział i aresztowany na okres kilku tygodni. Po rozłamie wewnątrz ON-R przystąpił do Obozu Narodowo-Radykalnego ABC, zostając jego czołowym ideologiem. Wchodził prawdopodobnie w skład trzyosobowego zarządu partii. Publikował w pismach „Nowy Ład” i „ABC”. Od października 1937 bezskutecznie apelował o utworzenie Konfederacji Polskiej – organizacji mającej zjednoczyć narodowych radykałów z ON-R ABC, Ruchu Narodowo-Radykalnego Falanga i Sekcji Młodych Stronnictwa Narodowego. Po zajęciu Polski przez wojska niemieckie we wrześniu 1939, związał się z konspiracyjną Grupą „Szańca”, stanowiącą okupacyjną kontynuację ON-R ABC (analogicznie jego brat Kazimierz). Pod koniec roku został wysłany jako jej przedstawiciel na Węgry, aby nawiązać kontakt z polskimi władzami na emigracji. Jednakże podczas nielegalnego przekraczania granicy ze Słowacją nabawił się poważnej choroby i wkrótce zmarł na Węgrzech.
Ważniejsze publikacje Tadeusza Gluzińskiego (część pod pseudonimem Henryk Rolicki lub Zbigniew Krasnowski):
- Cele i drogi propagandy wywrotowej 1927
- Tajemnica chachama Franka – Warszawa 1932
- Żydzi a upadek Polski – Warszawa 1932
- Zmierzch Izraela – Warszawa 1932
- Światowa polityka żydowska - Warszawa 1934
- Odrodzenie idealizmu politycznego – Warszawa 1935 (jedno z podstawowych dzieł polskiej myśli narodowo-radykalnej)
- Socjalizm, komunizm, anarchizm - Warszawa 1936
- Sprawa ukraińska – Warszawa 1936
- Zbrodnia Stalina – Lwów 9 marca 1938, czasopismo „ABC” nr. 74.